# Spikebuccinum stephaniae
Spikebuccinum stephaniae là một loài ốc biển, là động vật thân mềm chân bụng sống ở biển thuộc họ Buccinulidae.